# Werner Hirsch
Werner Daniel Heinrich Hirsch (* 7. Dezember 1899 in Deutsch-Wilmersdorf; † 10. Juni 1941 in Moskau) war ein deutscher Journalist, Chefredakteur der Roten Fahne in Wien und Berlin sowie Sekretär und enger Weggefährte des KPD-Vorsitzenden Ernst Thälmann.

## Leben
Werner Hirsch entstammte einer jüdischen Familie des gehobenen deutschen Bürgertums. Seine Mutter Helene Kallmorgen kam aus der Familie von Bismarck. Sein Vater Walter Hirsch war Richter am Landgericht. Als 16-Jähriger verließ Werner Hirsch seine Familie. Bei seinen ersten politischen Aktivitäten noch als Pennäler engagierte er sich gegen den Ersten Weltkrieg. Er war mit dem USPD-Funktionär Hugo Haase befreundet. 1917 trat er der USPD und dem Spartakusbund bei. Ein Jahr später wurde er wegen seines pazifistischen Wirkens kurzzeitig verhaftet; zudem hatte er Kontakte zum Bund Neues Vaterland. In dieser Zeit war Hirsch auch an den organisatorischen Aktivitäten von Leo Jogiches beteiligt.
Nach der Haftentlassung wurde er aufgrund der Allgemeinen Wehrpflicht zur Kaiserlichen Marine nach Kiel eingezogen. Als Kriegsgegner beteiligte er sich an der Novemberrevolution. In Hamburg wurde er Mitglied des Arbeiter- und Soldatenrates und in Cuxhaven Mitbegründer der Volksmarinedivision, für die er als Delegierter am Gründungsparteitag der KPD teilnahm, obwohl er sich noch auf der Vorbereitungssitzung des Spartakusbundes zusammen mit Leo Jogiches und Karl Minster gegen die Gründung einer neuen Partei ausgesprochen hatte. Er wurde dennoch zum 1. Januar 1919 als Mitglied des Spartakusbundes automatisch Mitglied der KPD. Nach dem Parteitag kehrte er nach Hamburg zurück. Wegen der bewaffneten Kämpfe in Berlin nach dem Einmarsch von Freikorps-Truppen war Hirsch wieder in seiner Heimatstadt und wurde dort erneut verhaftet.
Nach dem Ende der Gefängnishaft ging er nach Schleswig-Holstein, wo er Anfang 1920 Funktionär der KPD wurde. Während des Kapp-Putsches im März 1920 bereits zum Mitglied der Bezirksleitung gewählt, wurde Hirsch anschließend auch Mitglied des Zentralausschusses der VKPD. Nach dem Ausschluss des Parteivorsitzenden Paul Levi im Ergebnis der innerparteilichen Kontroversen nach den Märzkämpfen in Mitteldeutschland verließ auch Hirsch die KPD.

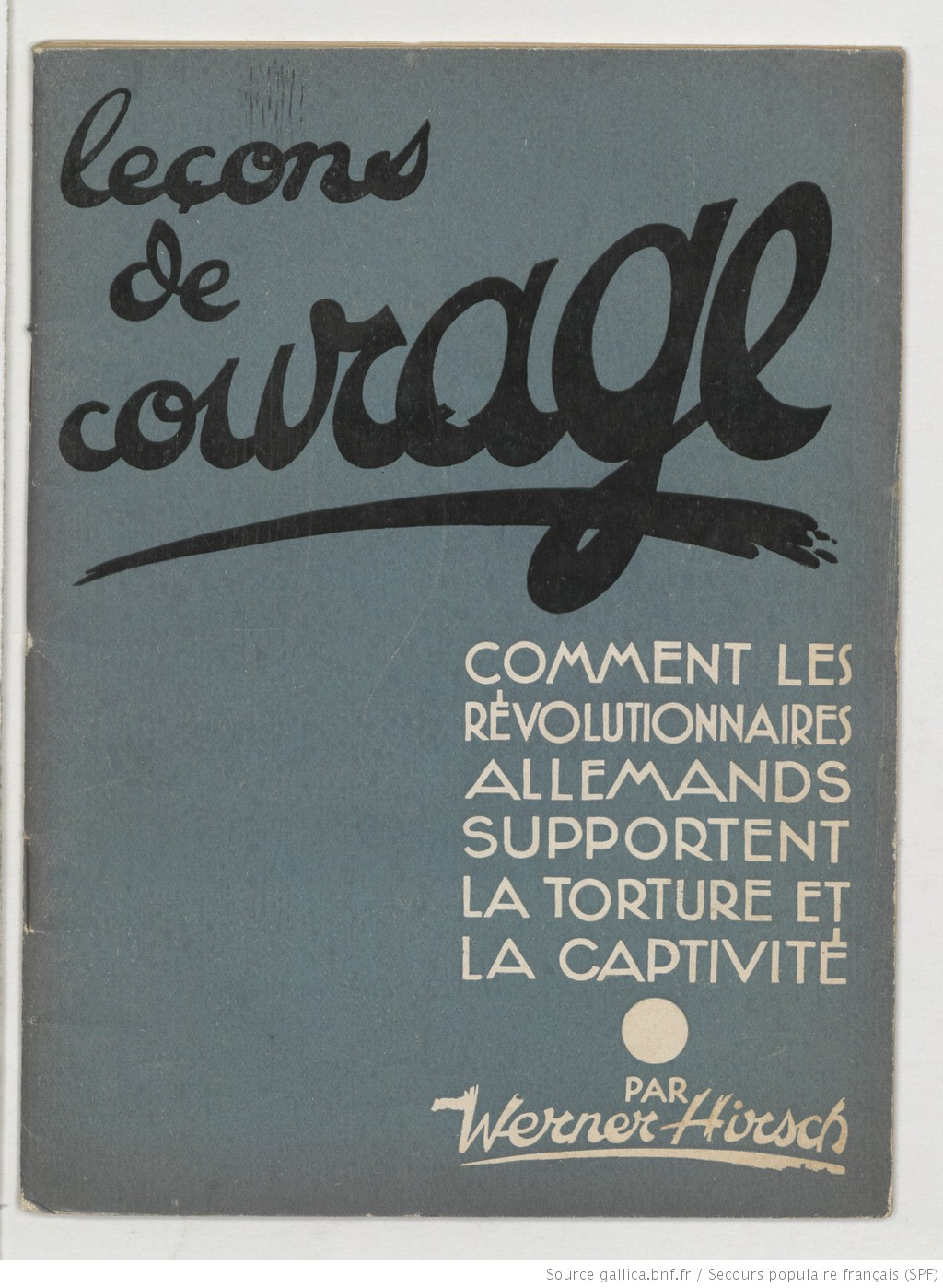
Cover des Buchs Leçons de Courage über Gefangennahme und Folterung deutscher Revolutionäre im Dritten Reich (1935)

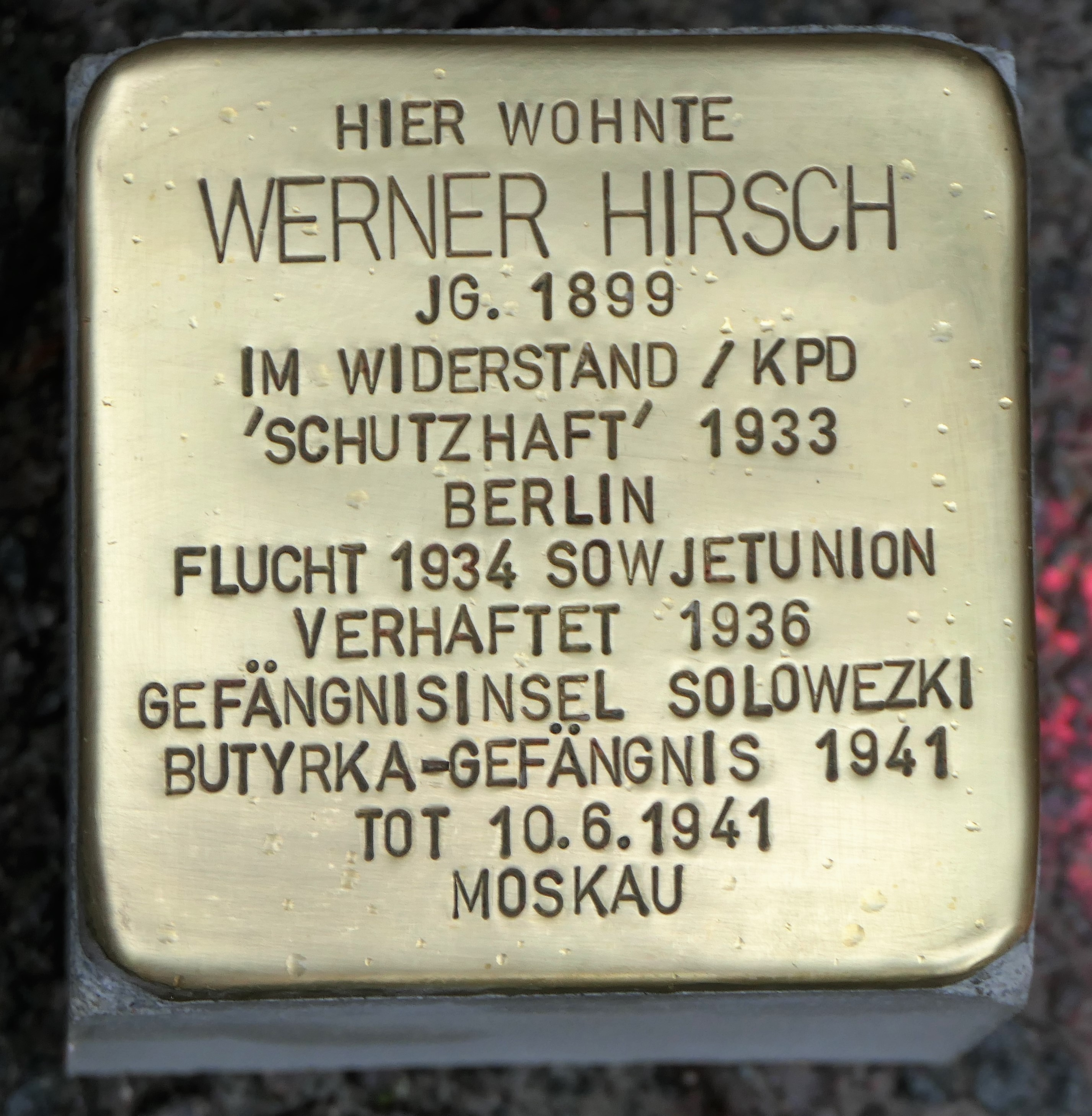
Stolperstein für Werner Hirsch in Chemnitz (2018)

Bis 1924 arbeitete er zunächst als Seifenstanzer, danach als freier Schriftsteller und ging dann als Korrespondent der Vossischen Zeitung nach Wien. Hier erfolgte seine Wiederaufnahme in die Komintern.
Von September 1924 bis Juni 1925 leitete er die Redaktion der Roten Fahne in Österreich, bis er aus Wien ausgewiesen wurde. Danach übernahm er die Funktion als Redakteur beim deutschen Schwesterblatt und anschließend bei der Sächsischen Arbeiterzeitung. Von 1926 bis 1928 war Hirsch zunächst Redakteur, dann Chefredakteur der KPD-Zeitung Der Kämpfer in Chemnitz. 1928 wurde Hirsch zusammen mit Heinz Neumann Chefredakteur der Roten Fahne in Berlin. Als Redakteur wurde er wiederholt angeklagt, unter anderem wegen Beamtenbeleidigung sowie wegen „Abhaltung einer Versammlung unter freiem Himmel“. Im April 1930 wurde er zu einer Geldstrafe von 1000 Reichsmark verurteilt, weil er den Berliner Polizeipräsidenten Karl Zörgiebel als „Massenmörder“ und „… mit kühlem Vorbedacht handelnden sozialdemokratischen Arbeiterschlächter“ bezeichnet hatte.
1932 wurde Hirsch Sekretär von Ernst Thälmann, mit dem zusammen er nach der Ziegenhals-Konferenz am 3. März 1933 in der Wohnung der Familie Kluczinski in der Lützower Straße 9 in Berlin verhaftet wurde.
Werner Hirsch wurde in „Schutzhaft“ genommen und mit schwerer Folter immer wieder neuen Verhören ausgesetzt. Dabei war er mehrere Wochen im Berliner Polizeigefängnis am Alexanderplatz und im Gefängnis in der Lehrter Straße. Von dort wurde er in das Gestapo-Zentrum im Karl-Liebknecht-Haus gebracht und in der SA-Kaserne auf dem ULAP-Gelände weiter gefoltert. Anschließend kam er wieder in das Gefängnis Lehrter Straße, wo er weitere vier Monate Haft verbrachte, bis er in das „Zentralgefängnis“ in Berlin-Plötzensee eingeliefert wurde. Weitere Haftstationen waren danach das KZ Brandenburg, das KZ Lichtenburg und das KZ Oranienburg. Zwischendurch war er zu weiteren Vernehmungen im Columbiahaus, im Gestapo-Gefängnis in der Prinz-Albrecht-Straße und im Polizeigefängnis in Leipzig.
Nach der Haftentlassung emigrierte er nach Prag und schrieb mehrere Berichte über seine Hafterfahrungen. Insbesondere von Hans Kippenberger erfolgten immer wieder Angriffe und Dossiers, in denen Hirsch verdächtigt wurde, ein „trotzkistischer Gestapoagent“ zu sein. Auch der Kontakt zu Zenzl Mühsam wurde ihm vorgeworfen und insbesondere die Verhaftung Thälmanns und anderer führender KPD-Funktionäre. Durch die Entlassung aus der NS-Haft war Hirsch pauschal verdächtig, bei den Gestapo-Verhören zum Verräter geworden zu sein. Ihm wurde deshalb von der KP-Zentrale befohlen, zur Klärung dieser Vorwürfe nach Moskau zu reisen. Wie viele der Komintern-Funktionäre war Hirsch Bewohner des Hotels Lux. Dort wurde er nach vorherigem Hausarrest mit absurden Anschuldigungen am 4. November 1936 verhaftet. Am 10. November 1937 wurde er zu zehn Jahren Lagerhaft verurteilt, nachdem ihm unter anderem vorgeworfen wurde, dass er Thälmann an die Polizei ausgeliefert habe. Hirsch wurde auf die Solowezki-Inseln deportiert, wo er mit Karlo Štajner inhaftiert war. Dieser berichtete in seinen Erinnerungen über den „heldenhaften Kampf“, den Werner Hirsch, der auch in der Gefängnishaft noch an Stalin glaubte, gegen das „Mordregime“ im Gefängnis Muksumala führte. Nach Hungerstreiks wurde Hirsch das Opfer zahlreicher Schikanen der NKWD-Wachmannschaften. Allein während des Jahres 1938 wurde er mit 105 Tagen Einzelhaft im Karzer bestraft. 
Wie der Mithäftling Štajner berichtet, konnte sich Hirsch kaum noch bewegen und war „so schwach, daß er meist auf den Spaziergang verzichten mußte“. Štajner erzählte Hirsch von seiner Frau und seinem Kind, „von denen er nicht wußte, wo sie waren und ob sie überhaupt noch lebten“. Gesundheitlich sehr geschwächt, wurde Hirsch in das Moskauer Butyrka-Gefängnis überführt, wo er im Juni 1941 an den Haftfolgen starb. In der Sterbeurkunde wurde Herzversagen als Todesursache eingetragen.

## Schriften (Auswahl)
- Sozialdemokratische und kommunistische Arbeiter im Konzentrationslager. Schriftenreihe der proletarischen Einheit Nr. 5, Prometheus-Verlag, Straßburg 1934
- Hinter Stacheldraht und Gitter: Erlebnisse und Erfahrungen in den Konzentrationslagern und Gefängnissen Hitlerdeutschlands. Mopr-Verlag, Zürich 1934
- Kreszentia Mühsam: Der Leidensweg Erich Mühsams. Mit einem Vorwort von Werner Hirsch; Mopr-Verlag, Zürich 1935